# Saksild Sogn
Saksild Sogn er et sogn i Odder Provsti (Århus Stift).
I 1800-tallet var Nølev Sogn anneks til Saksild Sogn. Begge sogne hørte til Hads Herred i Aarhus Amt. Saksild-Nølev sognekommune blev ved kommunalreformen i 1970 indlemmet i Odder Kommune.
I Saksild Sogn ligger Saksild Kirke.
I sognet findes følgende autoriserede stednavne:
- Kysing (bebyggelse, ejerlav)
- Kysing Fjord (areal)
- Kysing Næs (areal)
- Norsminde Strand (bebyggelse)
- Rude (bebyggelse, ejerlav)
- Rude Strand (bebyggelse)
- Saksild (bebyggelse, ejerlav)
- Saksild Bugt (vandareal)
- Saksild Plantage (bebyggelse)
- Saksild Strand (bebyggelse)
- Spangså (vandareal)
- Strandparken (bebyggelse)
- Træskov (bebyggelse)
- Tuskær (bebyggelse)